# Nqwebasaurus

Comparação de tamanho de um Nqwebasaurus com um humano

Nqwebasaurus é um gênero de dinossauro do clado Ornithomimosauria do Cretáceo Inferior da África do Sul. Há uma única espécie descrita para o gênero Nqwebasaurus thwazi. Seus restos fósseis foram encontrados na formação Kirkwood na província do Cabo Oriental e datados do Berriasiano–Valanginiano.
De Klerk e colaboradores classificaram a espécie no clado Coelurosauria. Em 2007, uma análise reclassificou o táxon na família Compsognathidae. Em 2012, uma reanálise conclui que o Nqwebasaurus é uma forma basal do clado Ornithomimosauria, poisção esta confirmada em um estudo de 2014.